# Thierry Bizot
Pour les articles homonymes, voir Bizot et Famille Bizot.
Thierry Bizot est un producteur de télévision et écrivain français né le 12 mai 1962 à Milan.

## Biographie
Il est le petit-fils de Jean-Jacques Bizot, sous-gouverneur de la Banque de France, et le neveu de Jacques de Larosière, gouverneur de la Banque de France. Il est l'époux de la réalisatrice et scénariste Anne Giafferi.
Élève au lycée Henri-IV en prépa d'HEC et diplômé de l'ESSEC en 1984, il débute chez L'Oréal en 1986, et en devient directeur marketing et directeur général de L'Oréal Parfumerie en Belgique.
En 1995, il entre chez M6 comme directeur des divertissements et des magazines. Il y lance plusieurs émissions de musique, telles que Flashback, Graines de stars, Fan de, Hit Machine, Plus vite que la musique..., ainsi que la chaîne M6 Music[réf. nécessaire].
En 1999, il fonde, avec Emmanuel Chain, la société de production Éléphant et Cie, dont il est directeur général. Il devient co-gérant du Groupe Éléphant en 2006[réf. nécessaire].
Il est chroniqueur dans l'émission Ça balance à Paris.
Converti au catholicisme en 2007, il publie en 2008 le récit autobiographique Catholique anonyme, adapté pour le cinéma par sa femme Anne Giafferi sous le titre de Qui a envie d'être aimé? en 2010.

## Producteur

### Émissions de télévision
- Haute Définition (TF1)
- Sept à huit (TF1)
- Ils font bouger la France (France 2)
- Droit d'inventaire (France 3)
- Les Histoires Extraordinaires de Pierre Bellemare
- Invitation au voyage (Arte)

### Documentaires
- 2012 : L'Argent de la Résistance de David Korn-Brzoza
- 2012 : Usain Bolt : l'homme le plus rapide de Gaël Leiblang
- 2007 : Empreintes (France 5)
- 2017 : Maria by Callas de Tom Volfe.

### Séries télévisées
- 2007-2020 : Fais pas ci, fais pas ça d'Anne Giafferi et Thierry Bizot (France 2)

### Téléfilms
- 2014 : Des frères et des sœurs de Anne Giafferi
- 2011 : La Nouvelle Blanche-Neige de Laurent Bénégui
- 2007 : Au bout de mon rêve de Christophe Otzenberger
- 2005 : L'Homme qui voulait passer à la télé de Amar Ahrab et Fabrice Michelin
- 2020 : Fais pas ci, fais pas ça : Y'aura-t-il Noël à Noël ? de Michel Leclerc

### Cinéma
- 2010 : Qui a envie d'être aimé ? d'Anne Giafferi

## Scénariste
- 2010 : Qui a envie d'être aimé ? avec Anne Giafferi
- 2007- 2017: Fais pas ci, fais pas ça avec Anne Giafferi (France 2)
- 2005 : La Famille Zappon
- 2005 : L'Homme qui voulait passer à la télé de Amar Ahrab et Fabrice Michelin

## Ouvrages
- Nous n'irons plus chez elle, éditions du Seuil, 1987
- Ambition & Cie, éditions du Seuil, 2002
- Tout à coup, le silence, éditions du Seuil, 2006
- Catholique anonyme, éditions du Seuil et éditions Points, 2008 (prix Renaudot, adapté au cinéma sous le nom de Qui a envie d'être aimé ?)
- Premiers pas d'un apprenti chrétien, éditions Bayard, 2012
- Sauf miracle, bien sûr, éditions du Seuil, 2013
- Par ordre d'apparition, éditions du Seuil, 2016
- Un petit coup de jeune, éditions du Seuil, 2019